# 제68회 베를린 국제 영화제
제68회 베를린 국제 영화제는 2018년 2월 15일에 열린 시상식이다.

## 수상 및 후보

### 황금곰상
- 터치 미 낫 - 애디너 핀틸리 수상

### 은곰상:심사위원대상
- 트바쉬 - 마우고시카 슈모프스카 수상

### 은곰상:감독상
- 아일 오브 독스 - 웨스 앤더슨 수상

### 은곰상:여자연기자상
- 라스 에레데라스 - 아나 브룬 수상

### 은곰상:남자연기자상
- 라 프리에흐 - 앙토니 바종 수상

### 은곰상:각본상
- 무세오 - 마누엘 알칼라 외 1명 수상

### 황금곰상:단편영화상
- 담 너머의 남자 - 이네스 몰다브스키 수상

### 황금곰상:명예황금곰상
- 윌렘 대포 수상

### 은곰상:단편영화상
- 임푸라 - 사무엘 이심웨 수상

### 은곰상:알프레드 바우어상
- 라스 에레데라스 - 마르셀로 마르티네시 수상

### 유럽단편영화상
- 부르키나 브란덴부르크 콤플렉스 - 울루 번 수상

### 베를린카메라상
- Beki Probst 수상
- Katriel Schory 수상
- 이리 멘젤 수상

### GWFF 장편 데뷔상
- 터치 미 낫 - 애디너 핀틸리 수상

### GWFF 장편 데뷔상 - 특별언급
- 언 엘리펀트 시팅 스틸 - 후 보 수상

### 베를리날레 다큐멘터리상
- 더 발트하임 왈츠 - 루스 베커만 수상

### 베를리날레 다큐멘터리상:특별언급
- 엑스 샤만 - 루이스 볼로네지 수상

### 파노라마 관객상
- 프로필 - 티무르 베크맘베토브 수상

### 파노라마 관객상:다큐멘터리
- 더 사일런스 오브 아더스 - 알무데나 카라세도 외 1명 수상

### 수정곰상(제너레이션 14플러스) 작품상
- 포르투나 - 제르미날 로우스 수상

### 수정곰상(제너레이션 14플러스) 작품상 특별언급
- 레타블로 - 알바로 델가도 아파리시오 수상
- 드레스드 포 플레져 - 마리에 드 마리코트 수상

### 수정곰상(제너레이션 14플러스) 단편영화
- 키엠 홀리얀다 - 사라 벨트마이어 수상

### 대상(제너레이션 14플러스) 국제심사위원
- 포르투나 - 제르미날 로우스 수상

### 대상(제너레이션 14플러스) 국제심사위원 - 특별언급
- 드레사지 - 푸야 바드쿠베 수상

### 특별상(제너레이션 14플러스) 국제심사위원
- 저크 - 올리비아 카스트브링 외 1명 수상

### 특별상(제너레이션 14플러스) 국제심사위원 - 특별언급
- 나 즈르도비에! - 폴리나 지올콥스카 수상

### 수정곰상(제너레이션 K플러스) 작품상
- 크로스 마이 하트 - 뤽 피카드 수상

### 수정곰상(제너레이션 K플러스) 작품상 특별언급
- 수파 모도 - 리카리온 와이나이나 수상

### 수정곰상(제너레이션 K플러스) 단편영화
- 어 필드 가이드 투 빙 어 12-이어-올드 걸 - 틸다 코브햄-허비 수상

### 수정곰상(제너레이션 K플러스) 단편영화 특별언급
- 스노우 포 워터 - 크리스토퍼 빌리어즈 수상

### 대상(제너레이션 K플러스) 국제심사위원
- 보이는 것과 보이지 않는 것 - 카밀라 안디니 수상

### 대상(제너레이션 K플러스) 국제심사위원 - 특별언급
- 알론스 엔판츠 - 스테판 드무스티어 수상

### 특별상(제너레이션 K플러스) 국제심사위원
- 호기심 소녀 - 라제시 프라사드 카트리 수상

### 특별상(제너레이션 K플러스) 국제심사위원 - 특별언급
- 랍스터 디너 - 그레고리오 프란케티 수상

### 테디상:장편영화상
- 친타 브루타 - 마르치오 레올론 외 1명 수상

### 테디상:단편영화상
- 쓰리 센티미터 - 라라 제이단 수상

### 테디상:다큐멘터리상
- 빅사 트라베스티 - 클라우디아 프리실라 외 1명 수상

### 테디상:심사위원상
- 오브스쿠루 바로코 - 에반젤리아 라니오티 수상

### 테디상:독자상
- 라스 에레데라스 - 마르셀로 마르티네시 수상

### 테디상:신인상
- 레타블로 - 알바로 델가도 아파리시오 수상

### FIPRESCI상:경쟁부문
- 라스 에레데라스 - 마르셀로 마르티네시 수상

### FIPRESCI상:포럼
- 언 엘리펀트 시팅 스틸 - 후 보 수상

### FIPRESCI상:파노라마
- 리버스 엣지 - 유키사다 이사오 수상

### 에큐메니칼 심사위원상:경쟁부문
- 인 디 아일 - 토머스 스터버 수상

### 에큐메니칼 심사위원상:포럼
- 씨어터 오브 워 - 로라 아리아스 수상

### 에큐메니칼 심사위원상:파노라마
- 스틱스 - 울프강 피셔 수상

### C.I.C.A.E.상:포럼
- 씨어터 오브 워 - 로라 아리아스 수상

### C.I.C.A.E.상:파노라마
- 친타 브루타 - 마르치오 레올론 외 1명 수상

### 라벨유럽영화상
- 스틱스 - 울프강 피셔 수상

### 베를리날레 스페셜
- 구루물 - 폴 데미안 윌리엄스
- 더 인터프리터 - 마틴 슐리크
- 류이치 사카모토: 에이싱크 앳 더 파크 아베뉴 아모리 - 스티븐 쉬블

### 칼리가리상
- 더 울프 하우스 - 크리스토발 레온 외 1명 수상

### 헤이너 카로우상
- 스틱스 - 울프강 피셔 수상

### 타게스피겔 독자상
- 인 더 렘 오브 퍼펙션 - 줄리앙 파롯 수상

### 베를리너 모겐포스트 독자상
- 도브라토브 - 알렉세이 게르만 주니어 수상

### 평화영화상
- 더 사일런스 오브 아더스 - 알무데나 카라세도 외 1명 수상

### 컴퍼스 퍼스펙티브상
- 에브리웨어 위 아 - 베로니카 카서러 수상

### 독일예술영화조합상
- 인 디 아일 - 토머스 스터버 수상

### 아우디 단편영화상
- 솔라 워크 - 레카 부시 수상

### 암네스티국제영화상
- 센트럴 에어포트 THF - 카림 아이누즈 수상

### 암네스티국제영화상 - 특별언급
- 엘도라도 - 마르쿠스 임후프 수상

### 콤파뇽 펠로우쉽
- Blutsauger - Julian Radlmaier 수상
- When a farm goes aflame, the flakes fly home to bear the tale - Jide Tom Akinleminu 수상

### 아르테키노 국제상
- The War Has Ended - Hagar Ben Asher 수상

### VFF 탤런트 하이라이트상
- Tropical Memories - Jing Wang 수상

### 유리메이지 프로덕션 발전상
- Match Factory Productions 수상

### 경쟁부문
- 3 타게 인 키브롱 - 에밀리 아테프
- 앙 빠나혼 낭 할리마우 - 라브 디아스
- 댐즐 - 데이비드 젤너 외 1명
- 돈 워리, 히 원트 겟 파 온 풋 - 구스 반 산트
- 도브라토브 - 알렉세이 게르만 주니어
- 에바 - 브누와 쟉꼬
- 필리아 미아 - 라우라 비스푸리
- 라세레데라 - 마르셀로 마르티네시
- 인 디 아일 - 토머스 스터버
- 아일 오브 독스 - 웨스 앤더슨
- 피그 - 마니 하기기
- 마인 브루더 하이스트 로버트 운트 이스트 아인 이디오트 - 필립 그로닝
- 무세오 - 알론소 루이즈팔라시오스
- 라 프리에흐 - 세드릭 칸
- 토픈 압 잉엔팅 - 악셀 페테르센 외 1명
- 터치 미 낫 - 애디너 핀틸리
- 트랜짓 - 크리스티안 펫졸드
- 트바쉬 - 마우고시카 슈모프스카
- 우퇴위아 22. 율리 - 에릭 포페

### 비경쟁부문
- 엔테베 - 호세 파딜라
- 아가 - 밀코 라자로브
- 블랙 47 - 랜스 데일리
- 엘도라도 - 마르쿠스 임후프
- 언세인 - 스티븐 소더버그

### 단편 경쟁부문
- 더 훌리건 소울 - 마르코 안토니오 페레이라
- 루사 - 주앙 살라비자 외 1명
- 애프터/라이프 - 퍽 로
- 외톨이 고래 - 데이비드 얀센
- 부르키나 브란덴부르크 콤플렉스 - 울루 번
- 임페리얼 밸리 (컬티베이티드 런-오프) - 루카스 막스트
- 바빌론 - 키스 델리게로
- 테헤모투 산투 - 바바라 바그너
- 써클 - 제이샤 파텔
- 솔라 워크 - 레카 부시
- 담 너머의 남자 - 이네스 몰다브스키
- T.R.A.P - 만케 라 반카
- 위싱 웰 - 실비아 쉬델바우어
- 영 걸스 바니쉬 - 클레망 팡토
- 앤드 왓 이즈 더 썸머 세잉 - 파얄 카파디아
- 아워 매드니스 - 호아오 비안나
- 시티 오브 테일즈 - 아라쉬 나시리
- 코요테 - 로렌츠 운덜
- 르 티그르 드 타즈마니 - 버진 키튼
- 임푸라 - 사무엘 이심웨
- 웨어 더 썸머 고즈 (챕터스 온 유스) - 다비드 피네이루 비센테
- 와일 아이 옛 리브 - 메리스 커런
- 팝 록스 - 네이트 트린러드
- 더 쉐도우 오브 유토피아 - 앙투아네트 즈비치마이르

### 단편 비경쟁부문
- 베시다 - 츄코 에시리
- 더 쉐도우 오브 유토피아 - 앙투아네트 즈비치마이르

### 독일영화전망
- 더 베스트 띵 유 캔 두 위드 유어 라이프 - 지타 에르파
- 디 디펙트 카츠 - 수잔 고단쉬칸
- 드라우센 - 요한나 순더-플래스먼 외 1명
- 애프터-워크 비어 - 벤 브루머
- 노 세이프 플레이스 - 안체 바이너
- 키네스키 지드 - 알렉산드라 오딕
- 라 - 소피아 보쉬
- 임프레자 - 알렉산드라 베솔로프스키
- 컨츄리 노이즈 - 리사 밀러
- 루즈 - 틸만 싱어
- 슈토르코브 칼리포니아 - 콜야 말릭
- 어웨이 유 고 - 필립 아이크홀츠
- 에브리웨어 위 아 - 베로니카 카서러
- 페어로레네 - 펠릭스 하센프라츠
- 왓에버 해픈스 넥스트 - 줄리안 포커슨

### 포럼부문
- 위 리브 인 사일런스: 챕터스 1-7 - 쿠드자나이 치우라이
- 콘트라-인터넷: 주빌리 2033 - 자크 블라스
- 자힐리아 - 히잠 라스리
- 웬 아이 엠 데드 앤드 페일 - 지보인 파블로비치
- 더 케이오틱 라이프 오브 나다 카딕 - 마르타 헤르니즈 피달
- 살아남은 아이 - 신동석
- 매들린스 매들린 - 조세핀 데커
- 마키’라 - 마쉐리 에크와 바한고
- 마르파사 - 산드로 아귈라
- 인랜드 씨 - 소다 카즈히로
- 노츠 온 언 어피어런스 - 리키 드암브로스
- 재회 - 박기용
- 우리들의 집 - 기요하라 유이
- 아워 매드니스 - 호아오 비안나
- 퍼스트 스트라이프스 - 장-프랑수아 카이시
- 영 솔리튜드 - 클레르 시몽
- 산토 vs 이블 브레인 - 호셀리토 로드리게즈
- 11 x 14 - 제임스 베닝
- 14 애플스 - 미디 지
- 엑시던스 - 가이 매딘 외 2명
- 더 그린 포그 - 어 샌프란시스코 판타지아 - 가이 매딘 외 2명
- 아프히끄, 라 팡세 엉 무브멍 파트 I - 장-피에르 베콜로
- 아그레가트 - 마리 빌케
- 아미코 - 야마나카 요코
- 언 엘리펀트 시팅 스틸 - 후 보
- 스테이틀리스 - 나르지스 네자르
- 아우프브루후 - 러드비그 버스트
- 더 베드 - 모니카 라이라나
- 더 울프 하우스 - 크리스토발 레온 외 1명
- 카사노바 진 - 루이스 돈스첸
- 고전주의 시대 - 테드 펜트
- 페이싱 더 윈드 - 메릿셀 코렐
- 더 위크 원스 - 라울 리코 외 1명
- 승리의 날 - 세르히 로즈니차
- 다이 투모로우 - 나와폰 탐롱라타라닛
- 자밀라 - 아미나투 에샤르
- 더 트리 - 안드레 질 마타
- 인 더 렘 오브 퍼펙션 - 줄리앙 파롯
- 필름 비욘드 시네마: 더 덤프스터 키드 엑스페리먼트 앤드 아더 유토피아스 - 로버트 피셔
- 스토리즈 오브 더 덤프스터 키드 - 에드가 레이츠 외 1명
- 축구는 영원하다 - 코르넬리우 포룸보이우
- 풀잎들 - 홍상수
- 인터체인지 - 브라이언 M. 캐시디 외 1명
- 셰이흐 우마르 - 아다무 할릴루
- SPK 컴플렉스 - 게르트 크로스케
- 더 선 - 알렉산더 아바투로프
- 타히아 야 디도우 - 모하메드 지넷
- 씨어터 오브 워 - 로라 아리아스
- 더 필러 오브 솔트 - 버락 세빅
- 우나스 프레군타스 - 크리스티안 프로쉬
- 더 발트하임 왈츠 - 루스 베커만
- 타워. 어 브라이트 데이. - 야고다 셸츠
- 와일드 렐러티브스 - 주마나 마나
- 야마 - 어택 투 어택 - 미츠오 사토 외 1명
- 유어스 인 시스터후드 - 아이린 루스티그

### 포럼 익스팬디드
- 앳 라스트, 어 트레지디 - 마야 셔바지
- 에비덴셔리 바디스 - 바버라 해머
- 더 레어 이벤트 - 벤 리버스 외 1명
- 어 무비 - 브루스 코너
- 셀루로이드 코리도스: 서먼 - 달리아 나이스 외 2명
- 더 디스어피어드 - 아담 카프란 외 1명
- 어나더 뮤비 - 모건 피셔
- 옵티미즘 - 데보라 스트라트맨
- 더그 - 얀 피터 해머
- 인 더 루인스 오브 발벡 스튜디오스 - 시스카
- 셀루로이드 코리도스: 타임헬릭스 - 모하메드 A. 가와드 외 2명
- 랜드 오브 둠 - 밀라드 아민
- 투데이 이즈 11th 준 1993 - 클라리사 디엠
- 어스 파 어스 여닝 - 모하메드 소에드 외 1명
- 디 인비시블 핸즈 - 마리나 조티 외 1명
- 두 개의 대성당 - 헤인즈 에미그홀즈
- 시네마 올란다 필름 - 웬델리엔 반 올덴보르그
- 아이 엠 더 리버 - 가브라즈 산나 외 1명
- Mechanism Capable of Changing Itself - James Benning 외 13명
- 스페셜 워크스 스쿨 - 알렉시스 미첼 외 2명
- 6144 x 1024 - 마가렛 혼다
- 위 리브 인 사일런스: 챕터스 1-7 - 쿠드자나이 치우라이 외 5명
- 콘트라-인터넷: 주빌리 2033 - 자크 블라스 외 6명
- 에비던스 오브 더 에비던스 - 알렉산더 존스톤
- 아라프 - 디뎀 페쿤
- 온워드 로스레스 팔로우 - 마이클 A. 로빈슨
- 더 슬리퍼 - 알렉스 게르볼리
- 잇 - 아노크 데 클레르크 외 1명
- 마닐라 스크림 익스팬디드 - 록스리
- 비포 아이 폴겟 - 마리암 메키위
- 셀리 두발 이즈 올리브 오일 - 켄 제이콥스
- 리옷: 3 무브먼트 - 라니아 스테판
- 송 포 유럽 - 존 스미스
- 와칭 더 디텍티브스 - 크리스 케네디
- 언 언티믈리 필름 포 에브리 원 앤드 노 원 - 아이린 아나스타스 외 2명
- 이스케이프 프롬 렌티드 아일랜드: 더 로스트 파라다이스 오브 잭 스미스 - 제리 타르탈리아
- Think Film No. 6: Archival Constellations - Christy Best 외 15명
- 세번째 마디, 세번째 부분 - 안잘리카 사가르 외 2명

### 파노라마
- 가비지 - 콰시크 무크허지
- 인베이션 - 샤흐람 모크리
- 호라이즌 - 티나틴 카리쉬빌리
- 지브릴 - 헨리카 컬
- 저니 투 선데빗 - 하이너 카로프
- 웬 더 트리스 폴 - 메리시아 니키툭
- 랜드 - 바박 잘라리
- 레모네이드 - 이오아나 유리카루
- 말람보 댄서 - 산티아고 로사
- 마릴린 - 마틴 로드리게즈 레돈도
- 어 파리스 에듀케이션 - 장 폴 시베락
- 디 오미션 - 세바스찬 슈자에
- 리버스 엣지 - 유키사다 이사오
- 보이즈 크라이 - 다미아노 디노첸초 외 1명

### 파노라마 스페셜
- 애니멀(영어판) - 카타리나 뮉슈타인
- 라 엔페르메다드 델 도밍고 - 라몬 살라자르
- 제네시스 - 아르파드 보그단
- 인간, 공간, 시간 그리고 인간 - 김기덕
- 쇼크 웨이브 - 다이어리 오브 마이 마인드 - 위르실라 메이에
- 쇼크 웨이브 - 퍼스트 네임: 마티유 - 리오넬 바이에르
- 프로필 - 티무르 베크맘베토브
- 걸즈 올웨이즈 해피 - 양 밍밍
- 스틱스 - 울프강 피셔

### 파노라마 도큐멘트
- 왓 컴스 어라운드 - 림 살레
- 웬 더 워 컴스 - 잔 게버트
- 빅사 트라베스티 - 클라우디아 프리실라 외 1명
- 엑스 샤만 - 루이스 볼로네지
- 파밀리언리번 - 로사 한나 지글러
- 게임 걸스 - 알리나 스케치즈카
- 풍요의 세대 - 로린 그린필드
- 호텔 유고슬라비아 - 니콜라스 와그니어스
- 아이 씨 레드 피플 - 보지나 파나요토바
- 킨샤사 마캄보 - 디웨도 아마디
- 마탕기 / 마야 / 엠.아이.에이. - 스티븐 러브릿지
- 오브스쿠루 바로코 - 에반젤리아 라니오티
- 파르티잔 - 루츠 페네르트 외 2명
- 더 트라이얼 - 마리아 라모스
- 쉐이크다운 - 레일라 와인로브
- 닥치고 피아노! - 필립 예디케
- 더 사일런스 오브 아더스 - 알무데나 카라세도 외 1명
- 더 실크 앤드 더 플래임 - 조르당 쉴레
- 그 해 여름 - 요란 올손

### 오마쥬
- 안티크라이스트 - 라스 폰 트리에
- 오토 포커스 - 폴 슈레이더
- 더 헌터 - 다니엘 네트하임
- 그리스도 최후의 유혹 - 마틴 스코세이지
- 스티브 지소와의 해저 생활 - 웨스 앤더슨
- 미시시피 버닝 - 알란 파커
- 파솔리니 - 아벨 페라라
- 플래툰 - 올리버 스톤
- 뱀파이어의 그림자 - E. 엘리아스 메리지
- 리브 앤 다이 - 윌리엄 프리드킨

### 레트로스펙티브
- 더 디비어스 패스 - 게오르그 빌헬름 파브스트
- 더 아더 사이드 - 하인즈 폴
- 푸른 빛 - 레니 리펜슈탈
- 브라더스 - 베르너 호치바움
- 닥스 오브 함부르크 - 에리히 바슈넥
- 크리스티안 반샤퍼, 파트 1 : 월드 어파이어 - 어번 가드
- 크리스티안 반샤퍼, 파트 2: 더 이스케이프 프롬 더 골든 프리즌 - 어번 가드
- 더 퀸즈 페이버릿 - 프란츠 세이츠
- 필름 스터디 - 한스 리히터
- 인플렉션 - 한스 리히터
- 더 송 오브 라이프 - 알렉시스 그라노프스키
- 스프링 어웨이크닝 - 리하르트 오스발트
- 홈커밍 - 조 메이
- 헤븐 온 어스 - 라인홀트 쉰첼 외 1명
- 허 마제스티, 러브 - 조 메이
- 어크로스 투 월드 바이 카 - 클레네노레 슈티네스 외 1명
- 인 어 스몰 카페 - 로버트 볼무스
- 데아 로랜드의 모험 - 헨리 코스터
- 컴레드쉽 - 게오르그 빌헬름 파브스트
- 파이트 포 더 마터호른 - 마리오 보나드 외 1명
- 레지나, 오어 더 신스 오브 더 파더 - 제라드 람브레히트
- 폴리스 리포트 오브 머깅 - 에르노 메츠너
- 오픈-에어 마켓 인 베를린 - 윌프리드 바세
- 웨어 더 올드 피플 리브 - 엘라 베르그만-미셸
- 피싱 인 더 뢴 마운틴스 (인 더 신 리버) - 엘라 베르그만-미셸
- 알렉산더플라츠 언어웨어즈 - 피터 피바스
- 더 빅터 - 율리우스 핀슈버 외 1명
- 더 미라클 - 율리우스 핀슈버 외 1명
- 컬러 테스트. 데모 필름 포 시리우스 컬러 시스템 - 루드비히 호르스트 외 1명
- 더 조이 오브 워터 앳 더 주 - Germany
- 팜 매직 - 볼프강 카스클라이네
- 투 컬러스 - 볼프강 카스클라이네
- 써클 - 오스카 피싱거
- 피터 앤드 패터 - 루돌프 페닝어
- 바르카롤 - 헤르만 딜 외 1명
- 더 라이트 오브 아시아 - 프란츠 오스텐
- 루드비히 II 오브 바바리아 - 윌리엄 디터리
- 피플 인 더 부쉬 - 프리드리히 달스하임 외 1명
- 더 그레이트 언노운 - 베른하르트 빌링어 외 1명
- 어 카메라 저니 스루 올드 베를린 - Germany
- 칠드런 오브 노 임포턴스 - 제라드 람브레히트
- 라이프 비긴스 투모로우 - 베르너 호치바움
- 오피움 - 로버트 라이너츠
- 쇼 라이프 - 리처드 아이슈베르
- 블라스트 엑스커베이터 1010 - 칼-루드비히 아하즈-뒤스베르크

### 베를리날레 클래식
- 더 에인션트 로우 - 이월드 앤드리 듀폰트
- 나의 20세기 - 일디코 엔예디
- 핵전략 사령부 - 시드니 루멧
- 하-차임 앨-파이 아그파 - 애시 데얀
- 베를린 천사의 시 - 빔 벤더스
- 학이 난다 - 미하일 칼라토조프
- 동경의 황혼 - 오즈 야스지로

### 베를리날레 스페셜
- 더 북샵 - 이자벨 코이젯트
- 더 해피 프린스 - 루퍼트 에버릿
- 몬스터 헌트 2 - 라맨 허
- 더 사일런트 레볼루션 - 라스 크라우메
- 송라이터 - 머레이 커밍스

### 베를리날레 단편 스페셜
- 안티고네 - 울라 슈퇴클
- 소 왓...? - 마쿼드 봄 외 1명
- 인 더 루르 리전 - 피트 네슬러
- 탭 앤드 터치 시네마 - 발리 엑스포트
- 파운들링-버드 - 클라우디아 폰 알레만
- 알래스카 - 도르 O.
- 마이 네임 이즈 우나 - 건바 넬슨
- 날 것의 영화 - 브리짓 하인 외 1명
- 아트 앤 레볼루션 - 에른스트 슈미트 주니어
- 예스/노 - 에른스트 슈미트 주니어
- 프로그램 어드바이스 - 크리스티안 게너
- 컬러 테스트: 더 레드 플래그 - 게르트 콘래드

### 베를리날레 시리즈
- 배드 뱅크스 - 크리스찬 슈뵈초브
- 홈 그라운드 - 아릴드 안드레센
- 리버티 - 애스게르 레스 외 1명
- 더 루밍 타워 - 알렉스 기브니
- 피크닉 앳 행잉 락 - 라리사 콘드랙키
- 슬리핑 베어스 - 캐런 마가릿

### 베를리날레 고즈 키에즈
- 폴이 바다를 건널 때 - 제이콥 프레우스
- 마운틴 미라클 - 토비아스 뷔에만
- 인 더 페이드 - 파티 아킨
- 아홀로틀 오버킬 - 헬레네 헤게만
- 백 포 굿 - 미아 스펭글러
- 보이스 - 안드레스 바이엘
- 캐스팅 - 니콜라스 바커바스
- 아인김프트 - 데이빗 시에베킹
- 에러마이츠 - 로니 트록커
- 원스 어폰 어 타임... 인디아나랜드 - 일커 카탁
- 파이터 - 수잔 비닝어
- 배드 벅스 - 얀 헨릭 슈탈베르그
- 두 유 썸타임즈 필 번드 아웃 앤드 엠티? - 롤라 란들
- 더 덤플링 어페어 - 에드 헤르조그
- 래빗 스쿨 - 우테 폰 뮌쇼폴
- 해피 - 캐롤린 제너레이스
- 더 캡틴 - 로베르트 슈벤트케
- 브라이트 나잇 - 토마스 아슬란
- 서브스 - 오스카 뢰러
- 유랑하는 사람들 - 아이 웨이웨이
- 아이 해드 노웨어 투 고 - 더글러스 고든
- 디 클라이네 헥세 - 마이크 쉐러
- 닌도르프의 여왕 - 조야 토메
- 더 콩고 트레뷰널 - 밀로 라우
- 룩스 - 다니엘 와일드
- 매지컬 미스테리 - 아르네 펠드후젠
- 매니페스토 - 율리안 로제펠트
- 아이스맨 - 펠릭스 랜도
- 마이 해피 패밀리 - 나나 에크브티미슈빌리 외 1명
- 내셔널 버드 - 소니아 케넌벡
- 누어 고트 칸 미치 리히텐 - 오즈구르 일디림
- 윈드스톰 앤 더 와일드 홀시스 - 카챠 본 가르니에
- 꼬마참새 리차드: 아프리카 원정대 - 토비 젠켈
- 락 마이 하트 - 올더디센 하노
- 돈. 겟. 아웃! - 크리스티앙 알바트
- 시스템 에러 - 플로리언 옵피츠
- 시멘트의 맛 - 지야드 칼톰
- 테헤란 타부 - 알리 수잔데
- 포 핸즈 - 올리버 킨레
- 웨이트. 다이 게스치츠 본 데이넴 웨그 엄 다이 웰트 - 그웬돌린 와이저 외 1명
- 웬 갓 슬립스 - 틸 샤우더
- 베스턴 - 발레스카 그리스바흐
- 미션: 러브 - 라우라 라크만 포페스쿠
- 파란만장 교사 실습 - 제이콥 슈미트

### 제너레이션 14플러스
- 저크 - 올리비아 카스트브링 외 2명
- 303 - 한스 바인가르트너
- 아담 - 마리아 솔룬
- 코베인 - 나누크 레오폴드
- 덴마크 - 캐스퍼 룬 라르센
- 드레사지 - 푸야 바드쿠베
- 타투스 - 파스칼 플랜트
- 포르투나 - 제르미날 로우스
- 더 피존 - 바누 시바치
- 헨디 앤 호르모즈 - 아바스 아미니
- 하이 판타지 - 제나 카토 바스
- 키싱 캔디스 - 이파 맥아들
- 레드 카우 - 바카이 치비안
- 레타블로 - 알바로 델가도 아파리시오
- 드레스드 포 플레져 - 마리에 드 마리코트
- 비치 - 프란시스코 보라조
- 팝 록스 - 네이트 트린러드
- 누우카 - 미쉘 라티머
- 언트래블 - 애나 네델코빅 외 1명
- 프라이-업 - 샬롯 레건
- 볼티지 - 사미라 갸흐레마니
- 팔로워 - 요나단 베어
- 클레멘스 애프터눈 - 르네이그 르 모아느
- 퍼스트 러브 - 줄스 캐린
- 버민 - 제레미 벡커
- 키엠 홀리얀다 - 사라 벨트마이어
- 나 즈르도비에! - 폴리나 지올콥스카
- 심포니 오브 어 새드 씨 - 카를로스 모랄레스
- 쓰리 센티미터 - 라라 제이단
- 탱글스 앤 너츠 - 르니 마리 페트로풀로스
- 유니콘 - 이두아르두 누니스
- 바이러스 트로피컬 - 산티아고 카이세도
- 왓 왈라 원츠 - 크리스티 갈랜드

### 제너레이션 케이플러스
- 요버 - 에디슨 산체스
- 클레오와 폴 - 스테판 드무스티어
- 블루 윈드 블로우 - 토미나 테츠야
- 씨리스 - 자넷 반 덴 브랜드
- 커클린, 코코 앤 더 와일드 라이노써로스 - 야니크 하스트럽
- 디 엔드리스 데이 - 알레시아 키에사
- 나의 기린 - 바바라 브레데로
- 고든 & 패디 - 린다 함박
- 로스 반도 - 크리스찬 로
- 모칠라 데 플로모 - 다리오 마스캄브로니 외 1명
- 크로스 마이 하트 - 뤽 피카드
- 보이는 것과 보이지 않는 것 - 카밀라 안디니
- 아웃 피싱 - 우지 게펜블레드
- 데 나투라 - 뤼실 하지할릴러비치
- 비트윈 더 라인 - 마리아 코네바
- 펭귄 - 줄리아 오커
- 로스트 앤 파운드 - 앤드류 골드스미스 외 1명
- 고양이 소년 - 존 프리키
- 쓰리 드림 오브 마이 차일드후드 - 발레리 메르젠 외 1명
- 스레즈 - 토릴 코브
- 호기심 소녀 - 라제시 프라사드 카트리
- 종이학 - 타쿠미 카와카미
- 종이 도시의 화재 - 필 브로우
- 트위너 - 줄리아 셀린
- 랍스터 디너 - 그레고리오 프란케티
- 발라가파트 - 리스 아넷 스타인스코그
- 스노우 포 워터 - 크리스토퍼 빌리어즈
- 올 마이 조이 - 미카엘라 곤잘로
- 어 필드 가이드 투 빙 어 12-이어-올드 걸 - 어 필드 가이드 투 빙 어 12-이어-올드 걸
- 수파 모도 - 리카리온 와이나이나
- 커다랗고 커다랗고 커다란 배 - 필립 아이슈타인 립스키 외 2명
- 왕드락스 레인 부츠 - 라팔 걀

### 제너레이션 스페셜 스크리닝
- 폴첸 헤이즐누스 - 이나 라리쉬
- 비엘 쿠 클레인 - 모니카 앤더슨
- 블라우 마우스 깁트 에스 니치 - 클라우스 게오르기
- 피터 언드 더 울프 - 군터 라츠
- 더 앙스타스 - 로다르 바크
- 맥스첸 피피그, 테일 4: 다이 그로브 파트 - 크리스틀 위머

### 컬리너리 시네마
- 소년 쉐프 플린 - 캐머런 예이츠
- 쿠반 푸드 스토리즈 - 아소리 소토
- 더 게임 체인저스 - 루이 시호요스
- 더 그린 라이 - 베르너 부테
- 로렐로 에 브루넬로 - 자코포 쿠아드리
- 아워 블러드 이즈 와인 - 에밀리 레일즈백
- 빠뜨리모니오 - 리사 F. 잭슨 외 1명
- 더 퀘스트 오브 알랭 뒤카스 - 쥘 드 메스트르
- 라멘 테 - 에릭 쿠
- 수프라 - 토마스 A. 모건

### 울리 롬멜 회고전
- 아메리카 랜드 오브 더 프릭스 - 울리 롬멜
- 변태 가족, 형의 새 각시 - 수오 마사유키
- 15세의 매춘부 - 아다치 마사오
- 황야의 더치 와이프 - 야마토야 아츠시

### LOLA 앳 베를리날레
- 마오이 누이, 인 더 하트 오브 더 오션 마이 컨트리 라이스 - 아닉 하이즐링스
- 쓰리 싸우전드 - 아신나자크
- 파타 모르가나 - 아나스타샤 라프수이 외 1명